# Copa Europea Femenina de la FIBA 2025-26
La Copa Europea Femenina de la FIBA 2025-26 será la 24.ª edición del campeonato europeo de clubes femeninos de baloncesto organizado por FIBA. Es el segundo escalón del baloncesto femenino europeo, tras la Euroliga.
La temporada comenzará el 18 de septiembre de 2025 con la ronda de clasificación y terminará el 9 de abril de 2026 con el partido de vuelta de la final.

## Formato
Al igual que en la edición anterior, la competición estará formada por varias fases: ronda de clasificación, temporada regular y fase eliminatoria. 

### Ronda de clasificación
La componen 12 equipos: 6 duelos de 2 equipos cada uno que se enfrentaron a dos partidos (ida y vuelta). Pasaron los equipos que más puntos lograron sumar entre el partido de ida y el de vuelta en sus respectivos duelos. Los que perdieron sus respectivos enfrentamientos fueron eliminados de la competición.

### Temporada regular
Estará formado por 12 grupos de 4 equipos cada uno (un total de 48 competirán en esta fase). Los equipos de cada grupo se enfrentarán entre ellos en dos partidos (ida y vuelta). Al finalizar, los 12 primeros, los 12 segundos y los 4 mejores terceros avanzarán a la siguiente ronda. A estos se les sumará los 4 repescados de la Euroliga Femenina 2025-26 que cayeron en la temporada regular (primera ronda).
Los resultados de esta fase también servirán para elaborar un ranking con los equipos clasificados que determinará los duelos para la fase eliminatoria.

### Fase eliminatoria
Consta de 5 rondas eliminatorias: Ronda 1 de Play-off, octavos de final, cuartos de final, semifinales y la final.
Cada ronda eliminatoria se basa en duelos directos entre dos equipos. Los duelos de las eliminatorias quedan determinados por el ranking tras la temporada regular por lo que los equipos mejor clasificados en este ranking se acabarán enfrentando a los peores clasificados. 
Los 4 equipos repescados de la Euroliga Femenina 2025-26 ocuparán las 4 primeras posiciones del ranking. Los 12 ganadores de los grupos de la temporada regular se posicionarán entre los puestos 5-16. Los segundos de grupo estarán entre la 17.ª y la 28.ª posición, y los 4 mejores terceros, entre la 29.ª y la 32.ª.
Las eliminatorias serán a doble partido: con el partido de ida en la cancha del equipo peor clasificado y el de vuelta en la cancha del equipo mejor clasificado. Pasarán de ronda los equipos que lleguen a sumar más puntos entre los dos partidos de sus duelos.
El equipo ganador de la final será proclamado como el equipo ganador del torneo.

## Calendario
| Fase                   | Jornada   | Fecha                    |
| ---------------------- | --------- | ------------------------ |
| Sorteo                 | Sorteo    | 23 de julio de 2025      |
| Ronda de clasificación | Ida       | 18 de septiembre de 2025 |
| Ronda de clasificación | Vuelta    | 25 de septiembre de 2025 |
| Temporada regular      | Jornada 1 | 9 de octubre de 2025     |
| Temporada regular      | Jornada 2 | 16 de octubre de 2025    |
| Temporada regular      | Jornada 3 | 23 de octubre de 2025    |
| Temporada regular      | Jornada 4 | 30 de octubre de 2025    |
| Temporada regular      | Jornada 5 | 5 de noviembre de 2025   |
| Temporada regular      | Jornada 6 | 27 de noviembre de 2025  |
| Ronda 1 de Play-off    | Ida       | 11 de diciembre de 2025  |
| Ronda 1 de Play-off    | Vuelta    | 19 de diciembre de 2025  |
| Octavos de final       | Ida       | 15 de enero de 2026      |
| Octavos de final       | Vuelta    | 22 de enero de 2026      |
| Cuartos de final       | Ida       | 5 de febrero de 2026     |
| Cuartos de final       | Vuelta    | 12 de febrero de 2026    |
| Semifinales            | Ida       | 26 de febrero de 2026    |
| Semifinales            | Vuelta    | 4 de marzo de 2026       |
| Finales                | Ida       | 2 de abril de 2026       |
| Finales                | Vuelta    | 9 de abril de 2026       |

## Rankings
Se realiza un ranking de países, para determinar cuántos equipos de cada país se clasifican. Para cada país, el ranking individual de equipos determinará si se clasifican directamente a la temporada regular o a la fase de clasificación. Cada país puede tener un máximo de tres equipos participantes. Los rankings se establecieron en base a los resultados de las tres últimas temporadas:
- En las asociaciones del 1 al 5 se clasificarán hasta cinco equipos.
- En las asociaciones del 6 al 10 se clasificarán hasta cuatro equipos.
- En las asociaciones fuera del top 10 se clasificarán hasta 3 equipos.

| Posición | Asociación      | Puntos (media) | Clasificados |
| -------- | --------------- | -------------- | ------------ |
| 1        | Turquía         | 262,00         | 2            |
| 2        | Francia         | 184,67         | 4            |
| 3        | España          | 176,33         | 5            |
| 4        | Italia          | 115,33         | 3            |
| 5        | República Checa | 110,67         | 4            |
| 6        | Hungría         | 81,33          | 2            |
| 7        | Polonia         | 51,33          | 3            |
| 8        | Bélgica         | 26,00          | 3            |
| 9        | Grecia          | 21,33          | 4            |
| 10       | Israel          | 20,00          | 1            |
| 10       | Gran Bretaña    | 20,00          | 0            |
| 12       | Rumanía         | 18,00          | 2            |
| 13       | Lituania        | 11,33          | 1            |

| Posición | Asociación | Puntos (media) | Clasificados |
| -------- | ---------- | -------------- | ------------ |
| 14       | Portugal   | 10,67          | 2            |
| 15       | Eslovaquia | 10,00          | 1            |
| 15       | Alemania   | 10,00          | 2            |
| 17       | Letonia    | 8,00           | 1            |
| 18       | Suiza      | 7,33           | 3            |
| 19       | Serbia     | 6,00           | 1            |
| 20       | Luxemburgo | 5,33           | 0            |
| 21       | Croacia    | 3,33           | 2            |
| 22       | Finlandia  | 1,33           | 0            |
| 22       | Armenia    | 1,33           | 0            |
| 22       | Chipre     | 1,33           | 0            |
| 22       | Bulgaria   | 1,33           | 1            |
| 26       | Kosovo     | 0,00           | 1            |

## Equipos participantes
Un total de 53 equipos participarán en esta edición: 42 entrarán directamente a la fase regular (de los cuales 5 vendrán de caer en la ronda de clasificación de la Euroliga) y 10 equipos comenzarán en la fase clasificatoria. 
| Ronda 1 de Play-off                 | Ronda 1 de Play-off                 | Ronda 1 de Play-off                 | Ronda 1 de Play-off                 |
| ----------------------------------- | ----------------------------------- | ----------------------------------- | ----------------------------------- |
| 4º clasificado grupo A Euroliga     | 4º clasificado grupo B Euroliga     | 4º clasificado grupo C Euroliga     | 4º clasificado grupo D Euroliga     |
| Temporada regular                   |                                     |                                     |                                     |
| Perdedor PlayOff 1 Euroliga (EL RC) | Perdedor PlayOff 2 Euroliga (EL RC) | Perdedor PlayOff 3 Euroliga (EL RC) | Perdedor PlayOff 4 Euroliga (EL RC) |
| Perdedor PlayOff 5 Euroliga (EL RC) | Beşiktaş Boa                        | Emlak Konut SK                      | Charnay Basket                      |
| BLMA                                | UFAB 49                             | ESB Villeneuve-d'Ascq               | Perfumerías Avenida                 |
| Hozono Global Jairis                | Movistar Estudiantes                | Baxi Ferrol                         | Magnolia Basket Campobasso          |
| GEAS Basket                         | KP Brno                             | Levharti Chomutov                   | NKA Universitas PEAC                |
| InvestInTheWest Enea Gorzow         | Ślęza Wrocław                       | MB Zagłębie Sosnowiec               | Castors Braine                      |
| Kangoeroes Basket Mechelen          | Basket Namur Capitale               | Athinaikos Qualco                   | Panathinaikos AC                    |
| CS Rapid București                  | Elitzur Ramla                       | BC Neptūnas-Amberton                | SL Benfica                          |
| Sportiva/AzorisHotels               | Rutronik Stars Keltern              | Saarlouis Royals                    | Piešťanské Čajky                    |
| TTT Riga                            | Nyon Basket Féminin                 | BCF Elfic Fribourg                  | ŽKK Ragusa                          |
| ŽKK Trešnjevka 2009                 | Beroe Stara Zagora                  | KBF Peja 03                         |                                     |
| Ronda de clasificación              |                                     |                                     |                                     |
| Lointek Gernika Bizkaia             | BDS Dinamo Sassari                  | SBŠ Ostrava                         | DSK Basketball Brandýs              |
| TARR KSC Szekszárd                  | Panathlitikos Sykeon                | PAS Giannina                        | CS Universitatea Cluj               |
| BBC Troistorrents-Chablais          | UŽKK Student Niš                    |                                     |                                     |

## Ronda de clasificación
El sorteo para la ronda de clasificación tuvo lugar el 23 de julio de 2025. Los ganadores avanzarán a la temporada regular, y los perdedores quedarán eliminados.
| Equipo 1                | Agr. | Equipo 2                   | Ida | Vuelta |
| ----------------------- | ---- | -------------------------- | --- | ------ |
| CS Universitatea Cluj   | —    | UŽKK Student Niš           | —   | —      |
| Lointek Gernika Bizkaia | —    | PAS Giannina               | —   | —      |
| BDS Dinamo Sassari      | —    | Panathlitikos Sykeon       | —   | —      |
| SBŠ Ostrava             | —    | BBC Troistorrents-Chablais | —   | —      |
| TARR KSC Szekszárd      | —    | DSK Basketball Brandýs     | —   | —      |

## Temporada regular
Athinaikos Qualco

 Panathinaikos AC
Equipos de Estambul

 Beşiktaş Boa

 Emlak Konut SK

Los 48 equipos se dividien en 12 grupos de 4 equipos cada uno, con los dos primeros clasificados, y los 4 mejores terceros, avanzando a la primera ronda de playoffs.
Esta temporada participarán equipos de 21 países diferentes, uno menos que la temporada anterior. Kosovo, Bulgaria y Croacia vuelven a tener representación después de seis, tres y dos años de ausencias, respectivamente. A nivel de equipos, debutan en la competición el Saarlouis Royals, Nyon Basket Féminin, ŽKK Trešnjevka 2009 y KBF Peja 03.

### Grupo A
| Pos. | Equipo                     | PJ | G | P | PF | PC | DP | Pts | Clasificación   |  | PQ1 | BRA | MAG | TRE |
| ---- | -------------------------- | -- | - | - | -- | -- | -- | --- | --------------- |  | --- | --- | --- | --- |
| 1    | Perdedor PlayOff 1 EL      | 0  | 0 | 0 | 0  | 0  | 0  | 0   | PlayOff         |  | —   | –   | –   | –   |
| 2    | Castors Braine             | 0  | 0 | 0 | 0  | 0  | 0  | 0   | PlayOff         |  | –   | —   | –   | –   |
| 3    | Magnolia Basket Campobasso | 0  | 0 | 0 | 0  | 0  | 0  | 0   | Posible PlayOff |  | –   | –   | —   | –   |
| 4    | ŽKK Trešnjevka 2009        | 0  | 0 | 0 | 0  | 0  | 0  | 0   |                 |  | –   | –   | –   | —   |

 Fuente: FIBA

### Grupo B
| Pos. | Equipo                | PJ | G | P | PF | PC | DP | Pts | Clasificación   |  | PQ4 | NAM | JAI | GQ1 |
| ---- | --------------------- | -- | - | - | -- | -- | -- | --- | --------------- |  | --- | --- | --- | --- |
| 1    | Perdedor PlayOff 4 EL | 0  | 0 | 0 | 0  | 0  | 0  | 0   | PlayOff         |  | —   | –   | –   | –   |
| 2    | Basket Namur Capitale | 0  | 0 | 0 | 0  | 0  | 0  | 0   | PlayOff         |  | –   | —   | –   | –   |
| 3    | Hozono Global Jairis  | 0  | 0 | 0 | 0  | 0  | 0  | 0   | Posible PlayOff |  | –   | –   | —   | –   |
| 4    | Ganador PlayOff 1 EC  | 0  | 0 | 0 | 0  | 0  | 0  | 0   |                 |  | –   | –   | –   | —   |

 Fuente: FIBA

### Grupo C
| Pos. | Equipo                | PJ | G | P | PF | PC | DP | Pts | Clasificación   |  | NKA | RAM | AZO | GQ2 |
| ---- | --------------------- | -- | - | - | -- | -- | -- | --- | --------------- |  | --- | --- | --- | --- |
| 1    | NKA Universitas PEAC  | 0  | 0 | 0 | 0  | 0  | 0  | 0   | PlayOff         |  | —   | –   | –   | –   |
| 2    | Elitzur Ramla         | 0  | 0 | 0 | 0  | 0  | 0  | 0   | PlayOff         |  | –   | —   | –   | –   |
| 3    | Sportiva/AzorisHotels | 0  | 0 | 0 | 0  | 0  | 0  | 0   | Posible PlayOff |  | –   | –   | —   | –   |
| 4    | Ganador PlayOff 2 EC  | 0  | 0 | 0 | 0  | 0  | 0  | 0   |                 |  | –   | –   | –   | —   |

 Fuente: FIBA

### Grupo D
| Pos. | Equipo                     | PJ | G | P | PF | PC | DP | Pts | Clasificación   |  | PQ3 | KAN | GEA | GQ5 |
| ---- | -------------------------- | -- | - | - | -- | -- | -- | --- | --------------- |  | --- | --- | --- | --- |
| 1    | Perdedor PlayOff 3 EL      | 0  | 0 | 0 | 0  | 0  | 0  | 0   | PlayOff         |  | —   | –   | –   | –   |
| 2    | Kangoeroes Basket Mechelen | 0  | 0 | 0 | 0  | 0  | 0  | 0   | PlayOff         |  | –   | —   | –   | –   |
| 3    | GEAS Basket                | 0  | 0 | 0 | 0  | 0  | 0  | 0   | Posible PlayOff |  | –   | –   | —   | –   |
| 4    | Ganador PlayOff 5 EC       | 0  | 0 | 0 | 0  | 0  | 0  | 0   |                 |  | –   | –   | –   | —   |

 Fuente: FIBA

### Grupo E
| Pos. | Equipo                | PJ | G | P | PF | PC | DP | Pts | Clasificación   |  | PQ2 | RIG | KON | SAA |
| ---- | --------------------- | -- | - | - | -- | -- | -- | --- | --------------- |  | --- | --- | --- | --- |
| 1    | Perdedor PlayOff 2 EL | 0  | 0 | 0 | 0  | 0  | 0  | 0   | PlayOff         |  | —   | –   | –   | –   |
| 2    | TTT Riga              | 0  | 0 | 0 | 0  | 0  | 0  | 0   | PlayOff         |  | –   | —   | –   | –   |
| 3    | Emlak Konut SK        | 0  | 0 | 0 | 0  | 0  | 0  | 0   | Posible PlayOff |  | –   | –   | —   | –   |
| 4    | Saarlouis Royals      | 0  | 0 | 0 | 0  | 0  | 0  | 0   |                 |  | –   | –   | –   | —   |

 Fuente: FIBA

### Grupo F
| Pos. | Equipo                 | PJ | G | P | PF | PC | DP | Pts | Clasificación   |  | PQ5 | RUT | LEV | PEJ |
| ---- | ---------------------- | -- | - | - | -- | -- | -- | --- | --------------- |  | --- | --- | --- | --- |
| 1    | Perdedor PlayOff 5 EL  | 0  | 0 | 0 | 0  | 0  | 0  | 0   | PlayOff         |  | —   | –   | –   | –   |
| 2    | Rutronik Stars Keltern | 0  | 0 | 0 | 0  | 0  | 0  | 0   | PlayOff         |  | –   | —   | –   | –   |
| 3    | Levharti Chomutov      | 0  | 0 | 0 | 0  | 0  | 0  | 0   | Posible PlayOff |  | –   | –   | —   | –   |
| 4    | KBF Peja 03            | 0  | 0 | 0 | 0  | 0  | 0  | 0   |                 |  | –   | –   | –   | —   |

 Fuente: FIBA

### Grupo G
| Pos. | Equipo               | PJ | G | P | PF | PC | DP | Pts | Clasificación   |  | AVE | PAN | NEP | NYO |
| ---- | -------------------- | -- | - | - | -- | -- | -- | --- | --------------- |  | --- | --- | --- | --- |
| 1    | Perfumerías Avenida  | 0  | 0 | 0 | 0  | 0  | 0  | 0   | PlayOff         |  | —   | –   | –   | –   |
| 2    | Panathinaikos AC     | 0  | 0 | 0 | 0  | 0  | 0  | 0   | PlayOff         |  | –   | —   | –   | –   |
| 3    | BC Neptūnas-Amberton | 0  | 0 | 0 | 0  | 0  | 0  | 0   | Posible PlayOff |  | –   | –   | —   | –   |
| 4    | Nyon Basket Féminin  | 0  | 0 | 0 | 0  | 0  | 0  | 0   |                 |  | –   | –   | –   | —   |

 Fuente: FIBA

### Grupo H
| Pos. | Equipo               | PJ | G | P | PF | PC | DP | Pts | Clasificación   |  | BLM | KPB | RAG | GQ3 |
| ---- | -------------------- | -- | - | - | -- | -- | -- | --- | --------------- |  | --- | --- | --- | --- |
| 1    | BLMA                 | 0  | 0 | 0 | 0  | 0  | 0  | 0   | PlayOff         |  | —   | –   | –   | –   |
| 2    | KP Brno              | 0  | 0 | 0 | 0  | 0  | 0  | 0   | PlayOff         |  | –   | —   | –   | –   |
| 3    | ŽKK Ragusa           | 0  | 0 | 0 | 0  | 0  | 0  | 0   | Posible PlayOff |  | –   | –   | —   | –   |
| 4    | Ganador PlayOff 3 EC | 0  | 0 | 0 | 0  | 0  | 0  | 0   |                 |  | –   | –   | –   | —   |

 Fuente: FIBA

### Grupo J
| Pos. | Equipo                      | PJ | G | P | PF | PC | DP | Pts | Clasificación   |  | BES | GOR | CHA | ATH |
| ---- | --------------------------- | -- | - | - | -- | -- | -- | --- | --------------- |  | --- | --- | --- | --- |
| 1    | Beşiktaş Boa                | 0  | 0 | 0 | 0  | 0  | 0  | 0   | PlayOff         |  | —   | –   | –   | –   |
| 2    | InvestInTheWest Enea Gorzow | 0  | 0 | 0 | 0  | 0  | 0  | 0   | PlayOff         |  | –   | —   | –   | –   |
| 3    | Charnay Basket              | 0  | 0 | 0 | 0  | 0  | 0  | 0   | Posible PlayOff |  | –   | –   | —   | –   |
| 4    | Athinaikos Qualco           | 0  | 0 | 0 | 0  | 0  | 0  | 0   |                 |  | –   | –   | –   | —   |

 Fuente: FIBA

### Grupo K
| Pos. | Equipo                | PJ | G | P | PF | PC | DP | Pts | Clasificación   |  | BAX | BEN | ZAG | GQ4 |
| ---- | --------------------- | -- | - | - | -- | -- | -- | --- | --------------- |  | --- | --- | --- | --- |
| 1    | Baxi Ferrol           | 0  | 0 | 0 | 0  | 0  | 0  | 0   | PlayOff         |  | —   | –   | –   | –   |
| 2    | SL Benfica            | 0  | 0 | 0 | 0  | 0  | 0  | 0   | PlayOff         |  | –   | —   | –   | –   |
| 3    | MB Zagłębie Sosnowiec | 0  | 0 | 0 | 0  | 0  | 0  | 0   | Posible PlayOff |  | –   | –   | —   | –   |
| 4    | Ganador PlayOff 4 EC  | 0  | 0 | 0 | 0  | 0  | 0  | 0   |                 |  | –   | –   | –   | —   |

 Fuente: FIBA

### Grupo L
| Pos. | Equipo                | PJ | G | P | PF | PC | DP | Pts | Clasificación   |  | ESB | FRI | BER | WRO |
| ---- | --------------------- | -- | - | - | -- | -- | -- | --- | --------------- |  | --- | --- | --- | --- |
| 1    | ESB Villeneuve-d'Ascq | 0  | 0 | 0 | 0  | 0  | 0  | 0   | PlayOff         |  | —   | –   | –   | –   |
| 2    | BCF Elfic Fribourg    | 0  | 0 | 0 | 0  | 0  | 0  | 0   | PlayOff         |  | –   | —   | –   | –   |
| 3    | Beroe Stara Zagora    | 0  | 0 | 0 | 0  | 0  | 0  | 0   | Posible PlayOff |  | –   | –   | —   | –   |
| 4    | Ślęza Wrocław         | 0  | 0 | 0 | 0  | 0  | 0  | 0   |                 |  | –   | –   | –   | —   |

 Fuente: FIBA

#### Ranking de terceros clasificados
| Pos. | Grp | Equipo     | PJ | G | P | PF | PC | DP | Pts | Clasificación |
| ---- | --- | ---------- | -- | - | - | -- | -- | -- | --- | ------------- |
| 1    | A   | 3º Grupo A | 0  | 0 | 0 | 0  | 0  | 0  | 0   | PlayOff       |
| 2    | B   | 3º Grupo B | 0  | 0 | 0 | 0  | 0  | 0  | 0   | PlayOff       |
| 3    | C   | 3º Grupo C | 0  | 0 | 0 | 0  | 0  | 0  | 0   | PlayOff       |
| 4    | D   | 3º Grupo D | 0  | 0 | 0 | 0  | 0  | 0  | 0   | PlayOff       |
| 5    | E   | 3º Grupo E | 0  | 0 | 0 | 0  | 0  | 0  | 0   |               |
| 6    | F   | 3º Grupo F | 0  | 0 | 0 | 0  | 0  | 0  | 0   |               |
| 7    | G   | 3º Grupo G | 0  | 0 | 0 | 0  | 0  | 0  | 0   |               |
| 8    | H   | 3º Grupo H | 0  | 0 | 0 | 0  | 0  | 0  | 0   |               |
| 9    | I   | 3º Grupo I | 0  | 0 | 0 | 0  | 0  | 0  | 0   |               |
| 10   | J   | 3º Grupo J | 0  | 0 | 0 | 0  | 0  | 0  | 0   |               |
| 11   | K   | 3º Grupo K | 0  | 0 | 0 | 0  | 0  | 0  | 0   |               |
| 12   | L   | 3º Grupo L | 0  | 0 | 0 | 0  | 0  | 0  | 0   |               |

 Fuente: FIBA

## Fase eliminatoria

### Clasificación de equipos
| Pos. | Equipo       | PJ | G | P | PF | PC | DP | Pts | Clasificación                       |
| ---- | ------------ | -- | - | - | -- | -- | -- | --- | ----------------------------------- |
| 1    | Bandera de ? | 0  | 0 | 0 | 0  | 0  | 0  | 0   | Eliminados de Euroliga              |
| 2    | Bandera de ? | 0  | 0 | 0 | 0  | 0  | 0  | 0   | Eliminados de Euroliga              |
| 3    | Bandera de ? | 0  | 0 | 0 | 0  | 0  | 0  | 0   | Eliminados de Euroliga              |
| 4    | Bandera de ? | 0  | 0 | 0 | 0  | 0  | 0  | 0   | Eliminados de Euroliga              |
| 5    | Bandera de ? | 0  | 0 | 0 | 0  | 0  | 0  | 0   | Clasificados como primeros de grupo |
| 6    | Bandera de ? | 0  | 0 | 0 | 0  | 0  | 0  | 0   | Clasificados como primeros de grupo |
| 7    | Bandera de ? | 0  | 0 | 0 | 0  | 0  | 0  | 0   | Clasificados como primeros de grupo |
| 8    | Bandera de ? | 0  | 0 | 0 | 0  | 0  | 0  | 0   | Clasificados como primeros de grupo |
| 9    | Bandera de ? | 0  | 0 | 0 | 0  | 0  | 0  | 0   | Clasificados como primeros de grupo |
| 10   | Bandera de ? | 0  | 0 | 0 | 0  | 0  | 0  | 0   | Clasificados como primeros de grupo |
| 11   | Bandera de ? | 0  | 0 | 0 | 0  | 0  | 0  | 0   | Clasificados como primeros de grupo |
| 12   | Bandera de ? | 0  | 0 | 0 | 0  | 0  | 0  | 0   | Clasificados como primeros de grupo |
| 13   | Bandera de ? | 0  | 0 | 0 | 0  | 0  | 0  | 0   | Clasificados como primeros de grupo |
| 14   | Bandera de ? | 0  | 0 | 0 | 0  | 0  | 0  | 0   | Clasificados como primeros de grupo |
| 15   | Bandera de ? | 0  | 0 | 0 | 0  | 0  | 0  | 0   | Clasificados como primeros de grupo |
| 16   | Bandera de ? | 0  | 0 | 0 | 0  | 0  | 0  | 0   | Clasificados como primeros de grupo |
| 17   | Bandera de ? | 0  | 0 | 0 | 0  | 0  | 0  | 0   | Clasificados como segundos de grupo |
| 18   | Bandera de ? | 0  | 0 | 0 | 0  | 0  | 0  | 0   | Clasificados como segundos de grupo |
| 19   | Bandera de ? | 0  | 0 | 0 | 0  | 0  | 0  | 0   | Clasificados como segundos de grupo |
| 20   | Bandera de ? | 0  | 0 | 0 | 0  | 0  | 0  | 0   | Clasificados como segundos de grupo |
| 21   | Bandera de ? | 0  | 0 | 0 | 0  | 0  | 0  | 0   | Clasificados como segundos de grupo |
| 22   | Bandera de ? | 0  | 0 | 0 | 0  | 0  | 0  | 0   | Clasificados como segundos de grupo |
| 23   | Bandera de ? | 0  | 0 | 0 | 0  | 0  | 0  | 0   | Clasificados como segundos de grupo |
| 24   | Bandera de ? | 0  | 0 | 0 | 0  | 0  | 0  | 0   | Clasificados como segundos de grupo |
| 25   | Bandera de ? | 0  | 0 | 0 | 0  | 0  | 0  | 0   | Clasificados como segundos de grupo |
| 26   | Bandera de ? | 0  | 0 | 0 | 0  | 0  | 0  | 0   | Clasificados como segundos de grupo |
| 27   | Bandera de ? | 0  | 0 | 0 | 0  | 0  | 0  | 0   | Clasificados como segundos de grupo |
| 28   | Bandera de ? | 0  | 0 | 0 | 0  | 0  | 0  | 0   | Clasificados como segundos de grupo |
| 29   | Bandera de ? | 0  | 0 | 0 | 0  | 0  | 0  | 0   | Clasificados como mejores terceros  |
| 30   | Bandera de ? | 0  | 0 | 0 | 0  | 0  | 0  | 0   | Clasificados como mejores terceros  |
| 31   | Bandera de ? | 0  | 0 | 0 | 0  | 0  | 0  | 0   | Clasificados como mejores terceros  |
| 32   | Bandera de ? | 0  | 0 | 0 | 0  | 0  | 0  | 0   | Clasificados como mejores terceros  |

 Fuente: FIBA

### Cuadro final
|  | Ronda 1 de Play-off                            | Ronda 1 de Play-off                            |  |  | Octavos de final                       | Octavos de final                       |  |  | Cuartos de final                          | Cuartos de final                          |  |  | Semifinales                              | Semifinales                              |  |  | Finales                              | Finales                              |  |
|  | 11 de diciembre (ida) 18 de diciembre (vuelta) | 11 de diciembre (ida) 18 de diciembre (vuelta) |  |  | 15 de enero (ida) 22 de enero (vuelta) | 15 de enero (ida) 22 de enero (vuelta) |  |  | 5 de febrero (ida) 12 de febrero (vuelta) | 5 de febrero (ida) 12 de febrero (vuelta) |  |  | 26 de febrerro (ida) 4 de marzo (vuelta) | 26 de febrerro (ida) 4 de marzo (vuelta) |  |  | 2 de abril (ida) 9 de abril (vuelta) | 2 de abril (ida) 9 de abril (vuelta) |  |
|  |                                                |                                                |  |  |                                        |                                        |  |  |                                           |                                           |  |  |                                          |                                          |  |  |                                      |                                      |  |
|  |                                                |                                                |  |  |                                        |                                        |  |  |                                           |                                           |  |  |                                          |                                          |  |  |                                      |                                      |  |
|  |                                                |                                                |  |  |                                        |                                        |  |  |                                           |                                           |  |  |                                          |                                          |  |  |                                      |                                      |  |
|  |                                                |                                                |  |  |                                        |                                        |  |  |                                           |                                           |  |  |                                          |                                          |  |  |                                      |                                      |  |
|  |                                                |                                                |  |  |                                        |                                        |  |  |                                           |                                           |  |  |                                          |                                          |  |  |                                      |                                      |  |
|  |                                                |                                                |  |  |                                        |                                        |  |  |                                           |                                           |  |  |                                          |                                          |  |  |                                      |                                      |  |
|  |                                                |                                                |  |  |                                        |                                        |  |  |                                           |                                           |  |  |                                          |                                          |  |  |                                      |                                      |  |
|  |                                                |                                                |  |  |                                        |                                        |  |  |                                           |                                           |  |  |                                          |                                          |  |  |                                      |                                      |  |
|  |                                                |                                                |  |  |                                        |                                        |  |  |                                           |                                           |  |  |                                          |                                          |  |  |                                      |                                      |  |
|  |                                                |                                                |  |  |                                        |                                        |  |  |                                           |                                           |  |  |                                          |                                          |  |  |                                      |                                      |  |
|  |                                                |                                                |  |  |                                        |                                        |  |  |                                           |                                           |  |  |                                          |                                          |  |  |                                      |                                      |  |
|  |                                                |                                                |  |  |                                        |                                        |  |  |                                           |                                           |  |  |                                          |                                          |  |  |                                      |                                      |  |
|  |                                                |                                                |  |  |                                        |                                        |  |  |                                           |                                           |  |  |                                          |                                          |  |  |                                      |                                      |  |
|  |                                                |                                                |  |  |                                        |                                        |  |  |                                           |                                           |  |  |                                          |                                          |  |  |                                      |                                      |  |
|  |                                                |                                                |  |  |                                        |                                        |  |  |                                           |                                           |  |  |                                          |                                          |  |  |                                      |                                      |  |
|  |                                                |                                                |  |  |                                        |                                        |  |  |                                           |                                           |  |  |                                          |                                          |  |  |                                      |                                      |  |
|  |                                                |                                                |  |  |                                        |                                        |  |  |                                           |                                           |  |  |                                          |                                          |  |  |                                      |                                      |  |
|  |                                                |                                                |  |  |                                        |                                        |  |  |                                           |                                           |  |  |                                          |                                          |  |  |                                      |                                      |  |
|  |                                                |                                                |  |  |                                        |                                        |  |  |                                           |                                           |  |  |                                          |                                          |  |  |                                      |                                      |  |
|  |                                                |                                                |  |  |                                        |                                        |  |  |                                           |                                           |  |  |                                          |                                          |  |  |                                      |                                      |  |
|  |                                                |                                                |  |  |                                        |                                        |  |  |                                           |                                           |  |  |                                          |                                          |  |  |                                      |                                      |  |
|  |                                                |                                                |  |  |                                        |                                        |  |  |                                           |                                           |  |  |                                          |                                          |  |  |                                      |                                      |  |
|  |                                                |                                                |  |  |                                        |                                        |  |  |                                           |                                           |  |  |                                          |                                          |  |  |                                      |                                      |  |
|  |                                                |                                                |  |  |                                        |                                        |  |  |                                           |                                           |  |  |                                          |                                          |  |  |                                      |                                      |  |
|  |                                                |                                                |  |  |                                        |                                        |  |  |                                           |                                           |  |  |                                          |                                          |  |  |                                      |                                      |  |
|  |                                                |                                                |  |  |                                        |                                        |  |  |                                           |                                           |  |  |                                          |                                          |  |  |                                      |                                      |  |
|  |                                                |                                                |  |  |                                        |                                        |  |  |                                           |                                           |  |  |                                          |                                          |  |  |                                      |                                      |  |
|  |                                                |                                                |  |  |                                        |                                        |  |  |                                           |                                           |  |  |                                          |                                          |  |  |                                      |                                      |  |
|  |                                                |                                                |  |  |                                        |                                        |  |  |                                           |                                           |  |  |                                          |                                          |  |  |                                      |                                      |  |
|  |                                                |                                                |  |  |                                        |                                        |  |  |                                           |                                           |  |  |                                          |                                          |  |  |                                      |                                      |  |
|  |                                                |                                                |  |  |                                        |                                        |  |  |                                           |                                           |  |  |                                          |                                          |  |  |                                      |                                      |  |
|  |                                                |                                                |  |  |                                        |                                        |  |  |                                           |                                           |  |  |                                          |                                          |  |  |                                      |                                      |  |
|  |                                                |                                                |  |  |                                        |                                        |  |  |                                           |                                           |  |  |                                          |                                          |  |  |                                      |                                      |  |
|  |                                                |                                                |  |  |                                        |                                        |  |  |                                           |                                           |  |  |                                          |                                          |  |  |                                      |                                      |  |
|  |                                                |                                                |  |  |                                        |                                        |  |  |                                           |                                           |  |  |                                          |                                          |  |  |                                      |                                      |  |
|  |                                                |                                                |  |  |                                        |                                        |  |  |                                           |                                           |  |  |                                          |                                          |  |  |                                      |                                      |  |
|  |                                                |                                                |  |  |                                        |                                        |  |  |                                           |                                           |  |  |                                          |                                          |  |  |                                      |                                      |  |
|  |                                                |                                                |  |  |                                        |                                        |  |  |                                           |                                           |  |  |                                          |                                          |  |  |                                      |                                      |  |
|  |                                                |                                                |  |  |                                        |                                        |  |  |                                           |                                           |  |  |                                          |                                          |  |  |                                      |                                      |  |
|  |                                                |                                                |  |  |                                        |                                        |  |  |                                           |                                           |  |  |                                          |                                          |  |  |                                      |                                      |  |
|  |                                                |                                                |  |  |                                        |                                        |  |  |                                           |                                           |  |  |                                          |                                          |  |  |                                      |                                      |  |
|  |                                                |                                                |  |  |                                        |                                        |  |  |                                           |                                           |  |  |                                          |                                          |  |  |                                      |                                      |  |
|  |                                                |                                                |  |  |                                        |                                        |  |  |                                           |                                           |  |  |                                          |                                          |  |  |                                      |                                      |  |
|  |                                                |                                                |  |  |                                        |                                        |  |  |                                           |                                           |  |  |                                          |                                          |  |  |                                      |                                      |  |
|  |                                                |                                                |  |  |                                        |                                        |  |  |                                           |                                           |  |  |                                          |                                          |  |  |                                      |                                      |  |
|  |                                                |                                                |  |  |                                        |                                        |  |  |                                           |                                           |  |  |                                          |                                          |  |  |                                      |                                      |  |
|  |                                                |                                                |  |  |                                        |                                        |  |  |                                           |                                           |  |  |                                          |                                          |  |  |                                      |                                      |  |
|  |                                                |                                                |  |  |                                        |                                        |  |  |                                           |                                           |  |  |                                          |                                          |  |  |                                      |                                      |  |
|  |                                                |                                                |  |  |                                        |                                        |  |  |                                           |                                           |  |  |                                          |                                          |  |  |                                      |                                      |  |
|  |                                                |                                                |  |  |                                        |                                        |  |  |                                           |                                           |  |  |                                          |                                          |  |  |                                      |                                      |  |
|  |                                                |                                                |  |  |                                        |                                        |  |  |                                           |                                           |  |  |                                          |                                          |  |  |                                      |                                      |  |
|  |                                                |                                                |  |  |                                        |                                        |  |  |                                           |                                           |  |  |                                          |                                          |  |  |                                      |                                      |  |
|  |                                                |                                                |  |  |                                        |                                        |  |  |                                           |                                           |  |  |                                          |                                          |  |  |                                      |                                      |  |
|  |                                                |                                                |  |  |                                        |                                        |  |  |                                           |                                           |  |  |                                          |                                          |  |  |                                      |                                      |  |
|  |                                                |                                                |  |  |                                        |                                        |  |  |                                           |                                           |  |  |                                          |                                          |  |  |                                      |                                      |  |
|  |                                                |                                                |  |  |                                        |                                        |  |  |                                           |                                           |  |  |                                          |                                          |  |  |                                      |                                      |  |
|  |                                                |                                                |  |  |                                        |                                        |  |  |                                           |                                           |  |  |                                          |                                          |  |  |                                      |                                      |  |
|  |                                                |                                                |  |  |                                        |                                        |  |  |                                           |                                           |  |  |                                          |                                          |  |  |                                      |                                      |  |
|  |                                                |                                                |  |  |                                        |                                        |  |  |                                           |                                           |  |  |                                          |                                          |  |  |                                      |                                      |  |
|  |                                                |                                                |  |  |                                        |                                        |  |  |                                           |                                           |  |  |                                          |                                          |  |  |                                      |                                      |  |
|  |                                                |                                                |  |  |                                        |                                        |  |  |                                           |                                           |  |  |                                          |                                          |  |  |                                      |                                      |  |
|  |                                                |                                                |  |  |                                        |                                        |  |  |                                           |                                           |  |  |                                          |                                          |  |  |                                      |                                      |  |
|  |                                                |                                                |  |  |                                        |                                        |  |  |                                           |                                           |  |  |                                          |                                          |  |  |                                      |                                      |  |
|  |                                                |                                                |  |  |                                        |                                        |  |  |                                           |                                           |  |  |                                          |                                          |  |  |                                      |                                      |  |
|  |                                                |                                                |  |  |                                        |                                        |  |  |                                           |                                           |  |  |                                          |                                          |  |  |                                      |                                      |  |
|  |                                                |                                                |  |  |                                        |                                        |  |  |                                           |                                           |  |  |                                          |                                          |  |  |                                      |                                      |  |
|  |                                                |                                                |  |  |                                        |                                        |  |  |                                           |                                           |  |  |                                          |                                          |  |  |                                      |                                      |  |
|  |                                                |                                                |  |  |                                        |                                        |  |  |                                           |                                           |  |  |                                          |                                          |  |  |                                      |                                      |  |
|  |                                                |                                                |  |  |                                        |                                        |  |  |                                           |                                           |  |  |                                          |                                          |  |  |                                      |                                      |  |
|  |                                                |                                                |  |  |                                        |                                        |  |  |                                           |                                           |  |  |                                          |                                          |  |  |                                      |                                      |  |
|  |                                                |                                                |  |  |                                        |                                        |  |  |                                           |                                           |  |  |                                          |                                          |  |  |                                      |                                      |  |
|  |                                                |                                                |  |  |                                        |                                        |  |  |                                           |                                           |  |  |                                          |                                          |  |  |                                      |                                      |  |
|  |                                                |                                                |  |  |                                        |                                        |  |  |                                           |                                           |  |  |                                          |                                          |  |  |                                      |                                      |  |
|  |                                                |                                                |  |  |                                        |                                        |  |  |                                           |                                           |  |  |                                          |                                          |  |  |                                      |                                      |  |
|  |                                                |                                                |  |  |                                        |                                        |  |  |                                           |                                           |  |  |                                          |                                          |  |  |                                      |                                      |  |
|  |                                                |                                                |  |  |                                        |                                        |  |  |                                           |                                           |  |  |                                          |                                          |  |  |                                      |                                      |  |
|  |                                                |                                                |  |  |                                        |                                        |  |  |                                           |                                           |  |  |                                          |                                          |  |  |                                      |                                      |  |
|  |                                                |                                                |  |  |                                        |                                        |  |  |                                           |                                           |  |  |                                          |                                          |  |  |                                      |                                      |  |
|  |                                                |                                                |  |  |                                        |                                        |  |  |                                           |                                           |  |  |                                          |                                          |  |  |                                      |                                      |  |
|  |                                                |                                                |  |  |                                        |                                        |  |  |                                           |                                           |  |  |                                          |                                          |  |  |                                      |                                      |  |
|  |                                                |                                                |  |  |                                        |                                        |  |  |                                           |                                           |  |  |                                          |                                          |  |  |                                      |                                      |  |
|  |                                                |                                                |  |  |                                        |                                        |  |  |                                           |                                           |  |  |                                          |                                          |  |  |                                      |                                      |  |
|  |                                                |                                                |  |  |                                        |                                        |  |  |                                           |                                           |  |  |                                          |                                          |  |  |                                      |                                      |  |
|  |                                                |                                                |  |  |                                        |                                        |  |  |                                           |                                           |  |  |                                          |                                          |  |  |                                      |                                      |  |
|  |                                                |                                                |  |  |                                        |                                        |  |  |                                           |                                           |  |  |                                          |                                          |  |  |                                      |                                      |  |
|  |                                                |                                                |  |  |                                        |                                        |  |  |                                           |                                           |  |  |                                          |                                          |  |  |                                      |                                      |  |
|  |                                                |                                                |  |  |                                        |                                        |  |  |                                           |                                           |  |  |                                          |                                          |  |  |                                      |                                      |  |
|  |                                                |                                                |  |  |                                        |                                        |  |  |                                           |                                           |  |  |                                          |                                          |  |  |                                      |                                      |  |
|  |                                                |                                                |  |  |                                        |                                        |  |  |                                           |                                           |  |  |                                          |                                          |  |  |                                      |                                      |  |
|  |                                                |                                                |  |  |                                        |                                        |  |  |                                           |                                           |  |  |                                          |                                          |  |  |                                      |                                      |  |
|  |                                                |                                                |  |  |                                        |                                        |  |  |                                           |                                           |  |  |                                          |                                          |  |  |                                      |                                      |  |
|  |                                                |                                                |  |  |                                        |                                        |  |  |                                           |                                           |  |  |                                          |                                          |  |  |                                      |                                      |  |
|  |                                                |                                                |  |  |                                        |                                        |  |  |                                           |                                           |  |  |                                          |                                          |  |  |                                      |                                      |  |
|  |                                                |                                                |  |  |                                        |                                        |  |  |                                           |                                           |  |  |                                          |                                          |  |  |                                      |                                      |  |
|  |                                                |                                                |  |  |                                        |                                        |  |  |                                           |                                           |  |  |                                          |                                          |  |  |                                      |                                      |  |
|  |                                                |                                                |  |  |                                        |                                        |  |  |                                           |                                           |  |  |                                          |                                          |  |  |                                      |                                      |  |
|  |                                                |                                                |  |  |                                        |                                        |  |  |                                           |                                           |  |  |                                          |                                          |  |  |                                      |                                      |  |